# Lista de jogadores do Dallas Texans (NFL)

## A
Ben Aldridge,
Sisto Averno

## B
Billy Baggett,

## C
Joe Campanella,
Pat Cannamela,
Bob Celeri,
Don Colo,

## D
Jerry Davis,
Art Donovan

## E
Brad Ecklund,
Dan Edwards

## F
Gene Felker,
Keith Flowers

## G
Sonny Gandee,
Chubby Grigg

## H
Dick Hoerner,
Weldon Humble

## J
Ken Jackson,
Keever Jankovich

## K
Tom Keane

## L
Jim Lansford,
Hank Lauricella

## M
Gino Marchetti,
Dick McKissack

## O
Chuck Ortmann

## P
Ray Pelfrey,
Johnny Petitbon,
Barney Poole,

## R
Joe Reid,
George Robison

## S
Will Sherman,
Joe Soboleski

## T
Art Tait,
George Taliaferro,
Hamp Tanner,
Zollie Toth,
Frank Tripucka

## V
Fritz Von Erich

## W
Dick Wilkins,
Stan Williams,
John Wozniak

## Y
Buddy Young